# Kröffelbach
Kröffelbach ist ein Ortsteil der mittelhessischen Gemeinde Waldsolms im südlichen Lahn-Dill-Kreis.

## Geografie
Der Ort liegt im Solmsbachtal des östlichen Hintertaunus. Gleichzeitig befindet sich Kröffelbach im Naturpark Taunus. In der Ortschaft mündet der Mühlbach aus nordöstlicher Richtung in den Solmsbach. An der Westseite ist das Dorf von dichtem Wald begrenzt.

## Geschichte

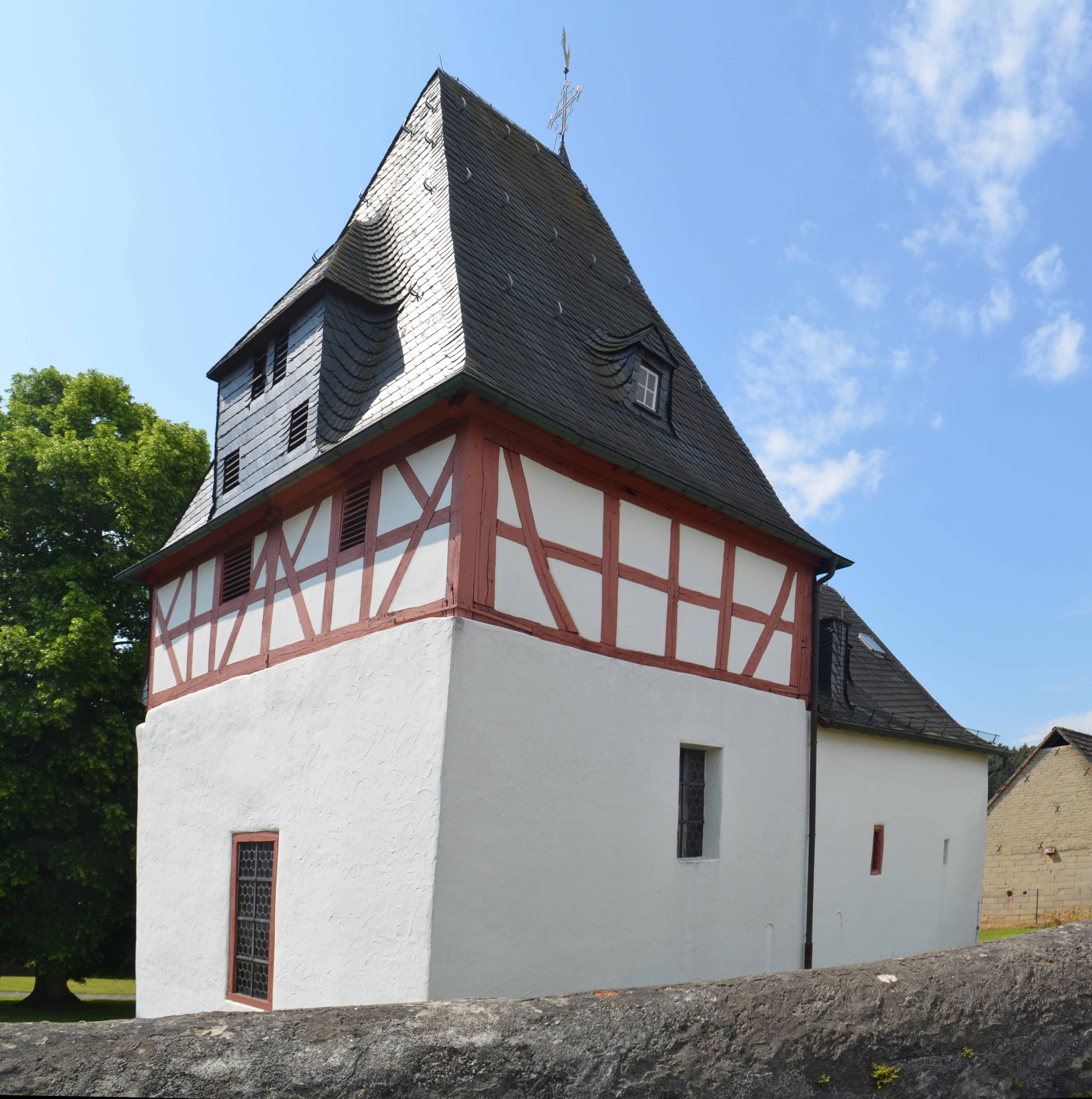
Evangelische Kirche Kröffelbach

### Ortsgeschichte
Als Ersterwähnung von Kröffelbach wird das Jahr 777 angenommen. Eine nachgewiesene urkundliche Ersterwähnung zeugt von einem Arnoldus de Cruftelbach, der sich am 28. März 1300 mit weiteren Pächtern zu einer Zahlung an das Stift zu Wetzlar verpflichtet. Der Ort gehörte zum Quembacher Gericht. Im Jahr 1348 soll auch noch die Burg von Kröffelbach bewohnt gewesen sein. Die Bewohner der Burg gehörten dem Adelsgeschlecht derer von Cröftel an, die vermutlich in den folgenden Jahren durch die Pest umkamen. Daraufhin verfiel die Burg und das Dorf kam unter die Herrschaft der Grafen zu Solms im Amt Braunfels. 
Die Evangelische Kirche des Dorfes wird erstmals im Jahr 1397 erwähnt. Nach der Reformation, die das Dorf im Jahr 1558 erreichte, bildete die Gemeinde zusammen mit Kraftsolms eine Pfarrei, wobei der Sitz in Kröffelbach blieb. Zwischenzeitlich war Niederquembach eine Filialkirche der Pfarrei. 
Zu Beginn des 19. Jahrhunderts wurde Kröffelbach der Bürgermeisterei Schöffengrund im preußischen Kreis Braunfels zugeordnet. Die jüdische Gemeinde hatte ab 1876 eine eigene Synagoge in einem umgebauten Fachwerkhaus in Kröffelbach. Im Jahr 1938 wurde das Gebäude schwer beschädigt und musste abgerissen werden.
Nach dem Zweiten Weltkrieg wurde die Ortschaft neue Heimat für viele Heimatvertriebene aus Ungarn und dem Sudetenland. Im Jahr 1950 machten sie mehr als ein Viertel der Gesamtbevölkerung des Ortes aus. 
Hessische Gebietsreform (1970–1977)
Im Zuge der Gebietsreform in Hessen fusionierten zum 31. Dezember 1971 die bis dahin selbständigen Gemeinden Brandoberndorf, Griedelbach, Hasselborn, Kraftsolms, Kröffelbach und Weiperfelden freiwillig zur neuen Großgemeinde Waldsolms. Für die ehemals eigenständigen Gemeinden von Waldsolms wurde je ein Ortsbezirk gebildet.

### Verwaltungsgeschichte im Überblick
Die folgende Liste zeigt die Staaten und Verwaltungseinheiten, denen Kröffelbach angehört(e):
- vor 1806: Heiliges Römisches Reich, Fürstentum Solms-Braunfels, Anteil der Grafschaft Solms, Amt Braunfels
- ab 1806: Herzogtum Nassau,[Anm. 2] Amt Braunfels
- ab 1816: Königreich Preußen,[Anm. 3] Provinz Großherzogtum Niederrhein, Regierungsbezirk Koblenz, Kreis Braunfels[7][Anm. 4]
- ab 1822: Königreich Preußen, Rheinprovinz, Regierungsbezirk Koblenz, Kreis Wetzlar[Anm. 5]
- ab 1866: Norddeutscher Bund,[Anm. 6] Königreich Preußen, Rheinprovinz, Regierungsbezirk Koblenz, Kreis Wetzlar
- ab 1871: Deutsches Reich, Königreich Preußen, Rheinprovinz, Regierungsbezirk Koblenz, Kreis Wetzlar
- ab 1918: Deutsches Reich (Weimarer Republik), Freistaat Preußen, Rheinprovinz, Regierungsbezirk Koblenz, Kreis Wetzlar
- ab 1932: Deutsches Reich, Freistaat Preußen, Provinz Hessen-Nassau, Regierungsbezirk Wiesbaden, Kreis Wetzlar
- ab 1944: Deutsches Reich, Freistaat Preußen, Provinz Nassau, Kreis Wetzlar
- ab 1945: Amerikanische Besatzungszone,[Anm. 7] Groß-Hessen, Regierungsbezirk Wiesbaden, Kreis Wetzlar
- ab 1949: Bundesrepublik Deutschland, Land Hessen, Regierungsbezirk Wiesbaden, Kreis Wetzlar
- ab 1968: Bundesrepublik Deutschland, Land Hessen, Regierungsbezirk Darmstadt, Kreis Wetzlar
- ab 1972: Bundesrepublik Deutschland, Land Hessen, Regierungsbezirk Darmstadt, Kreis Wetzlar, Gemeinde Waldsolms[Anm. 8]
- ab 1977: Bundesrepublik Deutschland, Land Hessen, Regierungsbezirk Darmstadt, Lahn-Dill-Kreis, Gemeinde Waldsolms
- ab 1981: Bundesrepublik Deutschland, Land Hessen, Regierungsbezirk Gießen, Lahn-Dill-Kreis, Gemeinde Waldsolms

## Bevölkerung

### Einwohnerstruktur 2011
Nach den Erhebungen des Zensus 2011 lebten am Stichtag dem 9. Mai 2011 in Kröffelbach 729 Einwohner. Darunter waren 21 (2,9 %) Ausländer.
Nach dem Lebensalter waren 105 Einwohner unter 18 Jahren, 273 zwischen 18 und 49, 162 zwischen 50 und 64 und 186 Einwohner waren älter.
Die Einwohner lebten in 300 Haushalten. Davon waren 72 Singlehaushalte, 93 Paare ohne Kinder und 99 Paare mit Kindern, sowie 24 Alleinerziehende und 9 Wohngemeinschaften. In 66 Haushalten lebten ausschließlich Senioren und in 192 Haushaltungen lebten keine Senioren.

### Einwohnerentwicklung
| Kröffelbach: Einwohnerzahlen von 1834 bis 2011 | Kröffelbach: Einwohnerzahlen von 1834 bis 2011 | Kröffelbach: Einwohnerzahlen von 1834 bis 2011 | Kröffelbach: Einwohnerzahlen von 1834 bis 2011 | Kröffelbach: Einwohnerzahlen von 1834 bis 2011 |
| --- | ---------------------------------------------- | ---------------------------------------------- | ---------------------------------------------- | ---------------------------------------------- |
| Jahr |                                                |                                                |                                                | Einwohner                                      |
| 1834 | 1834                                           |                                                | 342                                            | 342                                            |
| 1840 | 1840                                           |                                                | 357                                            | 357                                            |
| 1846 | 1846                                           |                                                | 382                                            | 382                                            |
| 1852 | 1852                                           |                                                | 373                                            | 373                                            |
| 1858 | 1858                                           |                                                | 363                                            | 363                                            |
| 1864 | 1864                                           |                                                | 387                                            | 387                                            |
| 1871 | 1871                                           |                                                | 388                                            | 388                                            |
| 1875 | 1875                                           |                                                | 390                                            | 390                                            |
| 1885 | 1885                                           |                                                | 354                                            | 354                                            |
| 1895 | 1895                                           |                                                | 367                                            | 367                                            |
| 1905 | 1905                                           |                                                | 401                                            | 401                                            |
| 1910 | 1910                                           |                                                | 416                                            | 416                                            |
| 1925 | 1925                                           |                                                | 422                                            | 422                                            |
| 1939 | 1939                                           |                                                | 531                                            | 531                                            |
| 1946 | 1946                                           |                                                | 597                                            | 597                                            |
| 1950 | 1950                                           |                                                | 672                                            | 672                                            |
| 1956 | 1956                                           |                                                | 670                                            | 670                                            |
| 1961 | 1961                                           |                                                | 679                                            | 679                                            |
| 1967 | 1967                                           |                                                | 636                                            | 636                                            |
| 1970 | 1970                                           |                                                | 717                                            | 717                                            |
| 1980 | 1980                                           |                                                | ?                                              | ?                                              |
| 1990 | 1990                                           |                                                | ?                                              | ?                                              |
| 2000 | 2000                                           |                                                | ?                                              | ?                                              |
| 2011 | 2011                                           |                                                | 729                                            | 729                                            |
| Datenquelle: Historisches Gemeindeverzeichnis für Hessen: Die Bevölkerung der Gemeinden 1834 bis 1967. Wiesbaden: Hessisches Statistisches Landesamt, 1968. Weitere Quellen: LAGIS; Zensus 2011 |                                                |                                                |                                                |                                                |

### Historische Religionszugehörigkeit
| • 1834: | 330 evangelische, 13 jüdische Einwohner                             |
| • 1961: | 520 evangelische (= 76,58 %), 155 katholische (= 22,83 %) Einwohner |

## Politik
Für Kröffelbach besteht ein Ortsbezirk (Gebiete der ehemaligen Gemeinde Kröffelbach) mit Ortsbeirat und Ortsvorsteher nach der Hessischen Gemeindeordnung.
Der Ortsbeirat besteht aus fünf Mitgliedern. Bei den Kommunalwahlen in Hessen 2021 kam kein Ortsbeirat zustande. Es wurden aber vier Ortsteilbeauftragte ernannt. Zwei Mitglieder der CDU und zwei Mitglieder der SPD.

## Kulturdenkmäler

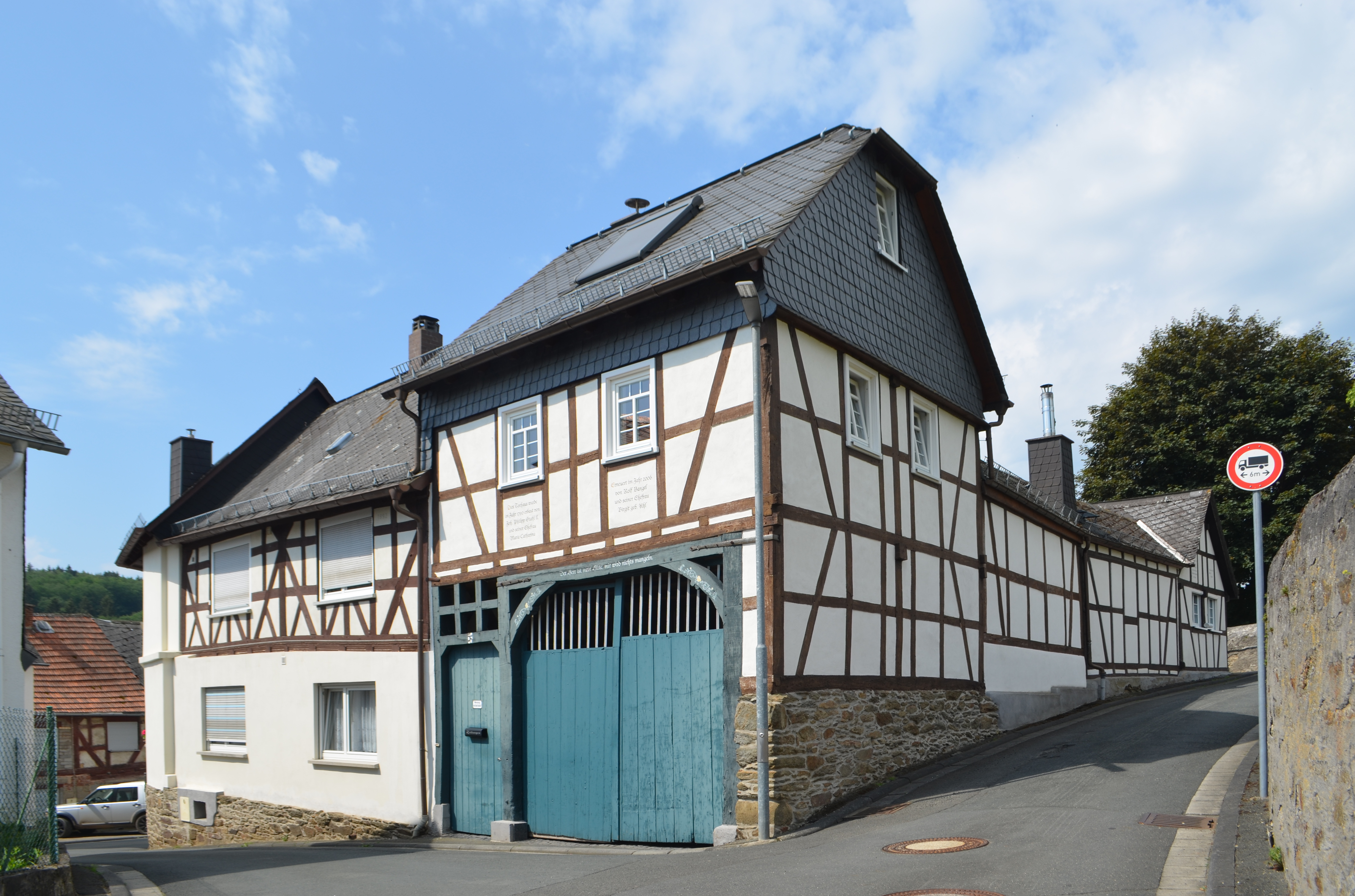
Fachwerkhaus in der Kirchstraße von 1666

## Verkehr und Infrastruktur
Am westlichen Ortsrand verläuft die L 3053 aus Richtung Braunfels kommend nach Brandoberndorf und weiter nach Butzbach. Im Ort zweigt die L 3284 in Richtung Schöffengrund ab.
Kröffelbach wird im Nahverkehr durch die Überlandbuslinien 160, 171, 174 sowie 177 bedient. Im Nachbarort Brandoberndorf befindet sich der heutige Endpunkt der Bahnstrecke Friedrichsdorf–Albshausen und somit Anschluss an den Schienenpersonennahverkehr in das Rhein-Main-Gebiet.
Im Dorf befindet sich ein Kindergarten und eine Freiwillige Feuerwehr. Außerdem liegt am nördlichen Ortsrand das Koptisch-orthodoxe Kloster des Heiligen Antonius mit angeschlossenem Theologie-Kolleg.